# Симаненков, Илья Константинович
Илья Константинович Симаненков (11 июля 1908 года, Шутилово — 18 сентября 1996 года) — советский поэт, переводчик. Член Союза писателей СССР (1934). Заслуженный работник культуры Карельской АССР.

## Биография
Родился в семье крестьянина.
Окончил среднюю школу, работал избачом сельской избы-читальни.
В 1932 г. окончил Горьковский педагогический институт.
По 1938 г. работал педагогом в г. Горьком.
В 1926 г. опубликовал свои первые стихи в нижегородской газете газете «Молодая рать» после публиковался в газетах «Горьковский рабочий», «Нижегородская коммуна» и других.
В 1933 г. вышел первый сборник его стихов «Межи».
С 1939 г. — служил в армии, военный корреспондент.
В годы Великой Отечественной войны — редактор дивизионной газеты 151-й стрелковой дивизии, подполковник.
Награждëн орденами Отечественной войны II степени, Красной Звезды, медалями «За отвагу», «За боевые заслуги», «За оборону Кавказа»
С 1946 г. проживал в Карело-Финской ССР.
В 1958 г. был издан сборник его стихов «Всегда в строю», в 1963 г. — «Творцы радости».
В 1961 г. им был написан очерк «Отважная комсомолка» о подпольщице Анастасии Звездиной.
Писал рассказы для детей («Трёхглазка» (1966), «Ветерок» (1969).
И. К. Симаненковым были переведены с финского на русский стихотворения карельских поэтов Н. Лайне, Т. Сумманена, Я. Ругоева, с украинского на русский язык стихотворения О. Кошевого.
В Союзе писателей Карелии возглавлял секцию военно-патриотической литературы.
Был награждëн Почëтными грамотами Президиума Верховного Совета РСФСР и Карельской АССР.

## Произведения
- Симаненков, И. Возвращение : цикл стихов / Илья Симаненков // На рубеже. — 1946. — № 4. — С.42-43
- Симаненков, И. Народная сказительница / Илья Симаненков // На рубеже. — 1947. — № 1. — С.23-26
- Симаненков, И. "Колхоз «Большевик» / И. Симаненков // На рубеже. — 1948. — № 3. — С. 79
- Симаненков, И. Родное имя : цикл стихов / Илья Симаненков // На рубеже. — 1949. — № 12. — С. 50-56
- Симаненков, И. Стихи / Илья Симаненков // На рубеже. — 1949. — № 4. — С. 70-71
- Симаненков, И. Бессмертное имя / Илья Симаненков // На рубеже. — 1950. — № 5. — С. 80
- Симаненков, И. Родина Ильича / Илья Симаненков // На рубеже. — 1950. — № 4. — С. 4-6
- Симаненков, И. Выдающийся советский писатель : (к 25-летию со дня смерти Д. А. Фурманова) / И. Симаненков // На рубеже. — 1951. — № 3. — С. 62-67
- Во славу мира : Руны, сказы и стихи сказителей и поэтов Карело-Финской ССР. — Петрозаводск : Госиздат К-Ф ССР, 1952. — 100 с.
- Симаненков, И. Стихи / Илья Симаненков // На рубеже, 1954. — № 7. — С. 91
- Симаненков, И. К. (1908—1996). Всегда в строю : стихи / Илья Симаненков. — Петрозаводск : Государственное издательство Карельской АССР, 1958. — 96 с.
- Симаненков, И. Опять в строй : [стихи] / Илья Симаненков // На рубеже, 1958. — № 3. — С. 77
- Симаненков, И. Звезда героя : отрывок из поэмы «Две доли», посвященной Герою Социалистического Труда Э. М. Ярви / Илья Симаненков // На рубеже, 1959. — № 1. — С. 47-48
- Симаненков, И. Родной партии : [стихи] / Илья Симаненков // На рубеже, 1960. — № 5. — С.3
- Симаненков, И. Правильным курсом / И. Симаненков // На рубеже, 1960. — № 4. — С. 123—124
- Симаненков, И. Творцы детской радости : [стихи] / Илья Симаненков; фото. П. Леонтьева // На рубеже, 1960. — № 6.
- Симаненков, И. Стихи / Илья Симаненков // На рубеже, 1960. — № 2. — С. 63-64
- Симаненков, И. Слово композитора : [стихи карельских поэтов] / Илья Симаненков // На рубеже, 1961. — № 5. — С.12. — (Мир, труд, счастье)
- Симаненков, И. Мечта свершилась : [стихи, написанные 12 апреля 1961 г.] / Илья Симаненков // На рубеже, 1961. — № 3. — С.17-18. — (Навстречу звездам)
- Симаненков, И. К. Отважная комсомолка : [очерк об А. Звездиной] / И. Симаненков. — Петрозаводск : Госиздат Карельской АССР, 1961. — 36 с.
- Симаненков, И. Маршрут мужества / И. Симаненков // На рубеже, 1962. — № 3. — С. 123—124. — Рецензия на книгу : Островская Н. Далекий маршрут.-Петрозаводск, 1961
- Симаненков, И. Граница на замке / И. Симаненков // На рубеже, 1962. — № 6. — С. 116—118. — Рецензия на книгу : На далекой заставе : рассказы и очерки о пограничниках.-Петрозаводск, 1961
- Симаненков, И. Сима : поэма / Илья Симаненков // На рубеже, 1962. — № 2. — С.48-53
- Симаненков, И. К. Творцы радости : стихотворения и поэмы / Илья Симаненков. — Петрозаводск : Карельское книжное издательство, 1963. — 63 с.
- Антология карельской поэзии / Сост.: Д. М. Балашов, Э. Г. Карху, У. С. Конкка и др. ; Ред. Э. Г. Карху, Т. К. Сумманен, А. И. Титов ; Вступ. ст. А. Хурмеваара. — Петрозаводск : Карельское книжное издательство, 1963. — 332 с.
- Симаненков, И. Свежий ветер / И. Симаненков // На рубеже, 1964. — № 5. — С. 117—118. — Рецензия на книгу : Моряна.-Архангельск, 1963 Симаненков, И. В краю былинном : [стихи] / Илья Симаненков // На рубеже, 1964. — № 3. — С. 67-68
- Симаненков, И. Из кабины пилота / И. Симаненков // На рубеже, 1964. — № 2. — С. 120. — Рецензия на книгу : Фролов В. Сердцем с тобой.-Архангельск, 1962
- Симаненков, И. Пригодилось!.. / Илья Симаненков // Север, 1965. — № 3. — С. 99-100
- Пергамент, Р. С. Звездочка [Ноты : рукопись] : «Эта песня о нашей Насте…» : для меццо-сопрано и женского хора в сопровождении фортепиано / Р. Пергамент; стихи И. Симаненкова. — [Партитура и голоса], [до 1965]. — 14 л.
- Симаненков, И. О друзьях-товарищах / И. Симаненков // Север, 1965. — № 5. — С. 146—147. — Рецензия на книгу : Герасимов Г. А. Партизанские километры.-Петрозаводск, 1965
- Симаненков, И. К. Трехглазка : Рассказы / Илья Симаненков. — Петрозаводск Карелия, 1966. — 40 с.
- Симаненков, И. К. Лес да лес… Колода / Илья Симаненков // День поэзии Севера. 1968. — Архангельск, 1968. — С.94-95
- Симаненков, И. К. Над сонной Лососинкою. Порог Вочаж. Я / Илья Симаненков // День поэзии Севера. 1967. — Петрозаводск, 1968. — С.182-184
- Симаненков, И. Всего дороже : [стихи] / Илья Симаненков // Север, 1968. — № 3. — С.36-37
- Симаненков, И. К. В гостях у северного бора : Стихи, поэмы / Илья Симаненков. — Петрозаводск : Карельское книжное издательство, 1968. — 104 с.
- Симаненков, Илья Константинович. Отважная комсомолка. — Петрозаводск : Карельское книжное издательство, 1969. — 32с.
- Симаненков, И. К. Ветерок : [рассказы для младшего школьного возраста] / И. К. Симаненков. — Петрозаводск : Карелия, 1969. — 28 с.
- Симаненков, И. Верность теме / И. Симаненков // Север, 1969. — № 2. — С. 123—124. — Рецензия на книгу: Чулков Б. Вечная мастерская.-Архангельск, 1968
- Симаненков, И. К. Из военного дневника / Илья Симаненков // День поэзии Севера. 1970. — Петрозаводск, 1970. — С.124-125.
- Симаненков, И. Из Иоганнеса Бехера / Илья Симаненков // День поэзии Севера. 1969. — Мурманск, 1970. — С.90
- Симаненков, И. Новое слово / Илья Симаненков // День поэзии Севера. 1971. — Архангельск, 1971. — С.80
- Симаненков, И. К. Весна в пути : Стихи, поэма / Илья Симаненков. — Петрозаводск : Карелия, 1973. — 80 с. ; 14 см Симаненков, И. «Не дав себе передохнуть…» / И. Симаненков // Север. — 1973. — № 4. — С. 38-39
- Пригодилось! / И. Симаненков // Белыми скалами линия фронта легла… : рассказы, воспоминания. — Петрозаводск, 1974. — С. 108—110.
- Белыми скалами линия фронта легла… : Рассказы : Воспоминания. — Петрозаводск : Карелия, 1974. — 304с.
- Симаненков, И. Стихи / Илья Симаненков // Север. — 1975. — № 5. — С. 5-6 — (Стихи поэтов-фронтовиков)
- Симаненков И. К. Доверие: Стихотворения и поэмы — Петрозаводск: Карелия, 1978. — 240 с.
- Симаненков, И. Стихи / Илья Симаненков // Север. — 1978. — № 7. — С. 41-42
- Симаненков, И. К. Какими их сохранила память : [литературные этюды] / Илья Симаненков // Север. — Петрозаводск, 1981. — № 2. — С. 94 — 101. — ISS№ 0131-6222
- Симаненков, И. К. Новые стихи / Илья Симаненков // Север. — Петрозаводск, 1983. — № 7. — С. 56 — 57. — ISS№ 0131-6222
- Симаненков, И. К. Северные соловьи : стихи и поэмы / Илья Симаненков. — Петрозаводск : Карелия, 1984. — 46 с.
- Симаненков, И. Встреча : (фрагмент из поэмы «Равнение на радость») / Илья Симаненков // Север. — 1985. — № 3. — С. 40-42
- Симаненков, И. К. Творцы радости : Стихотворения и поэмы / Илья Симаненков. — Петрозаводск : Карелия, 1988. — 168 с. — ISB№ 5-7545-0042-2
- Симаненков, И. Утро на канале / Илья Симаненков // На рубеже. — 1947. — № 9. — С.3
- Симаненков, И. К. «Все ближе зимняя пора…» // Север.-1993.-№ 7.-С.61
- Симаненков И. Откатная волна ; Зеркало ; Липа ; Страдная пора; «Твердо верить…» : [Стихи] // Молодёжная газета Карелии.-1994.-6 сент.
- Симаненков И. «Чтобы войны приблизить финиш» // Молодежная газета Карелии.-1995.-28 марта
- Симаненков И. А все мечтается о жизни… : [Стихи] // Север.-1995.-№ 6.-С.46.
- Симаненков И. Клятва перед знаменем : [Стихи] // Север.-1994.-№ 4-5.-С.7.
- Симаненков, И. После боя : [стихи] / Илья Симаненков // Лицей. — 2010. — № 5. — С. 22